# Amphorophora ampullata
Amphorophora ampullata är en insektsart som beskrevs av Buckton 1876. Amphorophora ampullata ingår i släktet Amphorophora och familjen långrörsbladlöss. Arten är reproducerande i Sverige.

## Underarter
Arten delas in i följande underarter:
- A. a. bengalensis
- A. a. ampullata
- A. a. laingi